# Tryblidiopsis
Tryblidopsis Sacc. – rodzaj grzybów z typu workowców (Ascomycota).

## Systematyka i nazewnictwo
Pozycja w klasyfikacji według Index Fungorum
Rhytismataceae, Rhytismatales, Leotiomycetidae, Leotiomycetes, Pezizomycotina, Ascomycota, Fungi.
Takson utworzył Petter Adolf Karsten w 1871 r. Synonimy:
- Biatorellina Henn. 1903
- Tryblidiopycnis Höhn. 1918
- Tryblidis Clem. 1909

Gatunki występujące w Polsce
- Tryblidiopsis pinastri (Pers.) P. Karst. 1871

Nazwy naukowe na podstawie Index Fungorum. Wykaz gatunków według M.A. Chmiel.